# Cour supérieure du district de Columbia
Ne doit pas être confondu avec Cour de district des États-Unis pour le district de Columbia.

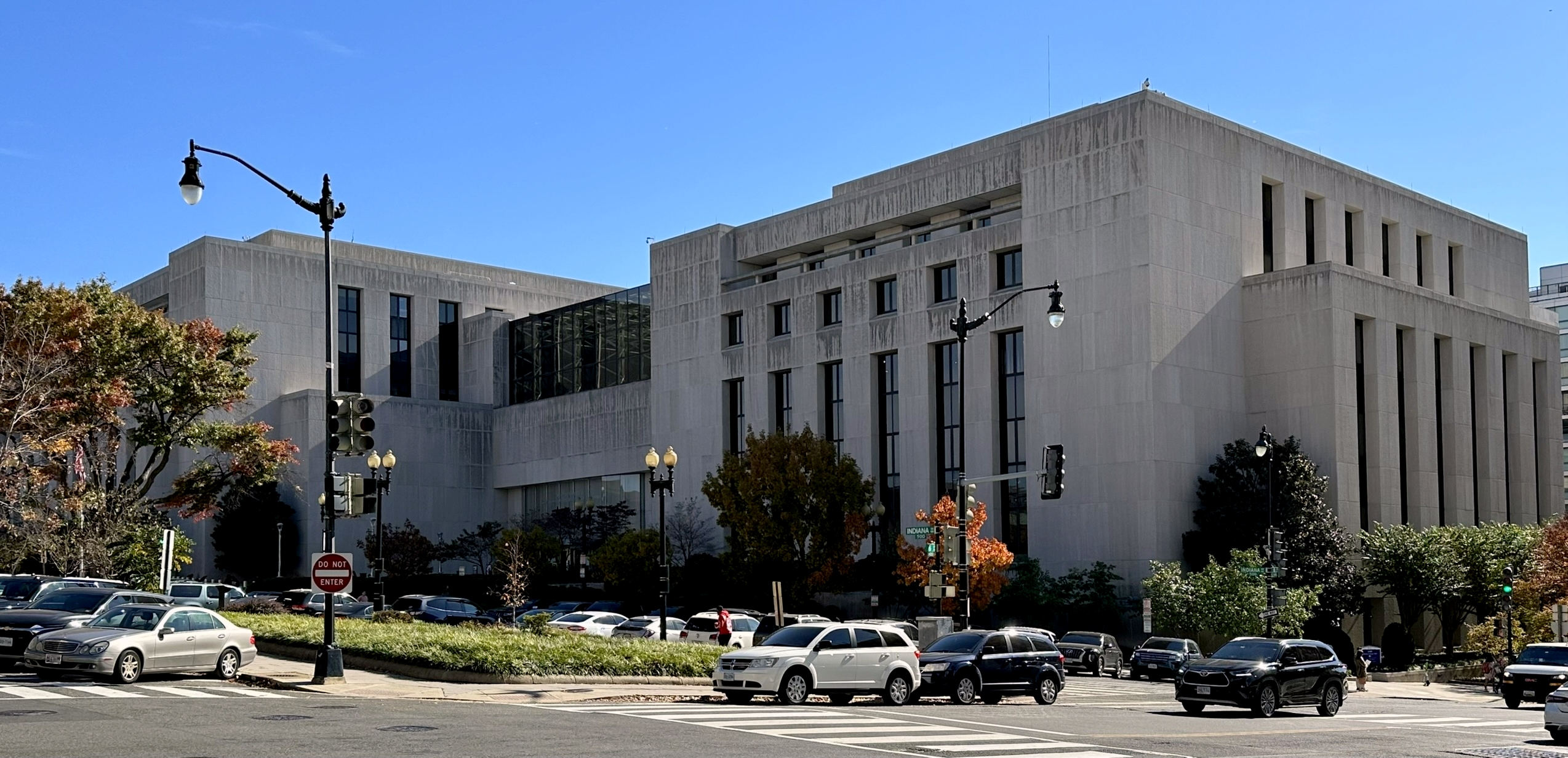
Le palais de justice H. Carl Moultrie en 2023

La Cour supérieure du district de Columbia est le tribunal de première instance du district de Columbia. Ses décisions peuvent être interjetées en appel auprès de la Cour d'appel du district de Columbia.